# Городские агломерации Украины
Агломерации образовались вокруг всех городов-миллионников и вокруг многих других крупных городов Украины и являются частью процесса массовой урбанизации, наметившегося на территории современной Украины еще в рамках Российской империи конца XIX века, когда возникла Одесская агломерация, старейшая на территории современной Украины. В советское время стимул к урбанизации далa массовая индустриализация. Именно в советский период оформилось абсолютное большинство современных агломераций Украины, включая ныне крупнейшую — Киевскую, которая меньше всего страдает от депопуляции. В то же время, в конце советского периода, Полян П. М. (1988) классифицировал Киевскую агломерацию, как «развитую», но к «наиболее развитым агломерациям» УССР относит полицентрическую агломерацию Донбасса Донецк—Макеевка—Горловка, в которой менее выражена гипертрофия центра, а также Луганскую агломерацию. В период после получения независимости практически все остальные агломерации Украины страдают от депопуляции. После 2014 года часть из них (Крымская, Луганская, Донецкая) были оккупированы Россией. В советский период на территории Украины сформировались и две двухъядерные агломерации из шести подобных на территории СССР: Днепропетровско-Днепродзержинская и Крымская (Симферопольско-Севастопольская).

## Причины и предпосылки формирования
Причиной возникновения агломераций на Украине является:
1. концентрический рост поселений вокруг крупнейших городов (Киевская агломерация, Харьковская агломерация, Одесская агломерация);
2. слияние нескольких населённых пунктов, чаще всего в результате экстенсивного роста территорий (Донецкая агломерация, Горловско-Енакиевская агломерация, Лисичанско-Северодонецкая агломерация, Центрально-Луганская агломерация).

Донецко-луганское скопление агломераций в Донбассе с общей численностью населения около 4,75 млн.чел. (до 2022 года) часто рассматривают как полицентрическую агломерацию-конурбацию, аналогичную, например, «Рурштадту» в Германии.

## Список крупнейших агломераций Украины
Список крупнейших по количеству населения сформировавшихся агломераций Украины (численность населения — в тыс. чел. на начало 2020х):
- Киевская агломерация — 3475 (2024)
- Харьковская агломерация — 1730
- Донецкая агломерация — 1560
- Днепровская агломерация — 1407
- Одесская агломерация — 1228
- Криворожская агломерация — 1010
- Запорожская агломерация — 820
- Львовская агломерация — 757
- Горловско-Енакиевская агломерация — 570
- Николаевская агломерация — 530
- Винницкая агломерация — 485
- Мариупольская агломерация — 477
- Луганская агломерация — 477
- Херсонская агломерация — 443
- Краматорская агломерация — 441
- Центрально-Луганская (Алчевско-Кадиевская) агломерация — 440
- Южно-Луганская (Хрустальненская) агломерация — 424
- Кременчугская агломерация — 395
- Лисичанско-Северодонецкая агломерация — 380
- Дрогобычско-Стрыйская агломерация — 367
- Белоцерковская агломерация — 289
- Никопольская агломерация — 286
- Шахтёрская агломерация — 210

## Другие скопления небольших городов
Другие скопления небольших городов, близкие к статусу полицентрических агломераций:
Закарпатская область:
- Ужгород — Мукачево — … — 469

Донецкая область:
- Покровск — Мирноград — Доброполье — Новогродовка — Селидово — Курахово — 312—380

Львовская область:
- Червоноград — Сокаль — Сосновка — Великие Мосты — 114—183

Крым (контролируется Россией):
- Ялта — Алупка (Большая Ялта) — Алушта — 188

Херсонская область:
- Новая Каховка — Каховка — Таврийск — Берислав — 130

Хмельницкая область:
- Шепетовка — Славута — Нетешин — 130

Днепропетровская область:
- Желтые Воды — Пятихатки — Вольногорск — Верховцево — 130

Некоторыми авторами запорожская, луганская, мариупольская и николаевская агломерации считаются протоагломерации, то есть не сформировавшимися до соответствия всем или большинству критериев классических агломераций:
- Запорожье — 825 000 чел.: город Вольнянск, пгт: Кушугум, Балабино, Каменное Запорожского (полностью) и Вольнянского района (частично)
- Николаев — 577 000 чел.: Витовский и Николаевский районы.
- Мариуполь — 572 000 чел.: Никольский, Новоазовский и Мангушский районы.
- Луганск — 477 000 чел.: города Александровск, Счастье и пгт Юбилейный Луганского горсовета, пгт Станица Луганская.